# Innocenzo a Prato
Innocenzo a Prato (Segonzano, 20 maggio 1550 – Trento, 1º settembre 1615) è stato un nobile, storico e letterato italiano, membro della famiglia a Prato.

## Biografia

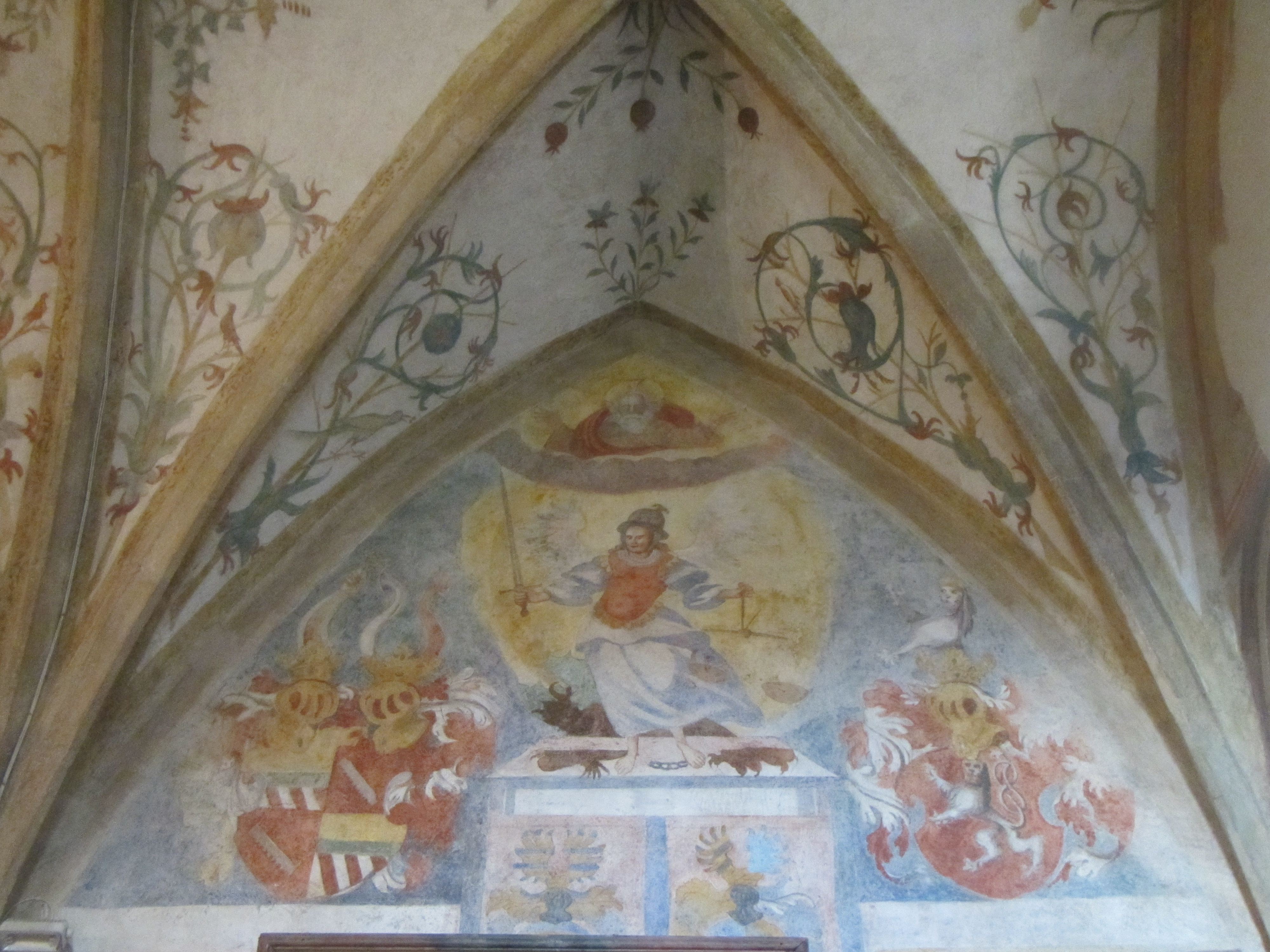
Gli stemmi degli a Prato (a sinistra) e dei Lodron (a destra) affrescati nella chiesa dell'Immacolata di Piazzo in occasione del matrimonio di Innocenzo

Era figlio del barone Giuseppe a Prato e di Margherita Busio; studiò dapprima ad Innsbruck, e poi a Padova dove, il 30 agosto 1575, si laureò in utroque iure assieme al fratello gemello Germano.
Fece quindi ritorno in Trentino, dove si dedicò a varie attività; appassionato di letteratura, storia e pittura, scrisse diversi trattati e opere (inclusa Cenni storici intorno alla chiesa e principato di Trento, rimasta inedita); in quanto fine oratore, venne incaricato di accogliere Rodolfo II d'Asburgo in occasione del suo soggiorno al castello del Buonconsiglio, di ritorno dalla Spagna. 
Fu console a Trento nel 1582, e si adoperò per far aprire una tipografia nella città (apparentemente senza risvolti concreti) e per rinnovare l'orologio della Torre Civica. Ebbe inoltre a cuore il suo comune di origine, per cui scrisse uno statuto.
Nel 1582 sposò la contessa Isabella, figlia di Francesco Lodron; la coppia, apparentemente molto affiatata (nei documenti conservatisi riguardanti gli affari famigliari, agiscono di concerto entrambi i coniugi), non ebbe figli; il matrimonio è ricordato dagli stemmi delle due famiglie affrescati nel presbiterio della chiesa dell'Immacolata di Piazzo.
Alla sua morte nel 1615, Innocenzo lasciò in usufrutto i suoi beni alla consorte e donò il suo patrimonio librario al convento di San Bernardino. Destinò inoltre dei fondi per tre sacerdoti per la chiesa di Santa Maria Maggiore di Trento, e per la fondazione della "Scuola Angelica", che avrebbe dovuto essere una scuola per i figli dei cittadini di Trento (di cui aveva già predisposto statuti e programmi), poi mai realizzata per via di processi lunghi e costosi intentati dagli eredi.

## Opere
- Historia Tridentinae Civitatis et totius Episcopatus
- Regole, ordini, statuti, transazioni, e convenzioni della giurisdizione e communità di Segonzano (1609)